# Fetisov Arena
Fetisov Arena (rusky Фетисов-Арена) je sportovně-koncertní komplex ve Vladivostoku v Rusku. Hraje zde hokejový klub KHL Admiral Vladivostok. Aréna pojme max. 7 000 diváků, z toho 5 500 je k sezení. Je využívána hlavně jako hokejový komplex. Postavena byla v roce 2013. V komplexu jsou hlavní a tréninkové hala. Premiérový zápas se zde hrál v roce 2013 místní Admiral Vladivostok zdolal CSKA Moskva 4:2. Aréna nese název po Vjačeslavu Fetisovovi, jednomu z nejslavnějších hokejistů všech dob. V aréně koncertovali známí umělci, například Skillet nebo Manowar.  